# 川崎河港水門
川崎河港水門（かわさきかこうすいもん）は、川崎市川崎区港町地先の多摩川にある水門。国の登録有形文化財（建造物）に登録されている。

## 沿革
多摩川の河口に近い右岸（南岸）に位置する。1918年（大正7年）から行われた多摩川改修工事の一環として、川崎市内を縦断する運河を造ることが計画された。川崎河港水門は、運河と多摩川を仕切る水門として、1928年（昭和3年）3月に竣工した。
水門建設は、内務省多摩川改修事務所長であった、金森誠之の申し出を受けて、味の素がその建設費用を寄付金として負担したもので、現在も水門付近が味の素の管理地となっている。
川崎運河計画の一環として完成するも、社会情勢の変化により運河建設計画は中止され、部分完成していた運河はほとんどが埋め立てられ、運河は水門近くの船溜りとして残るのみとなっている。
しかし水門自体は残り、砂利の陸揚げ施設として、砂利運搬船等の出入りに現在も利用されている。
水門の上部には川崎市の市章と、往時の川崎の名産物であった梨・ブドウ・桃などをモチーフとした装飾がある。1998年（平成10年）に国の登録有形文化財に登録された。

## 交通
京急大師線「港町駅」または「鈴木町駅」下車、徒歩5分